# Carcharhinus leiodon
Lo squalo dalle punte nere e dai denti lisci (Carcharhinus leiodon Garrick, 1985) è una specie di squalo del genere Carcharhinus e della famiglia Carcharhinidae, conosciuta solamente per un esemplare giovane di 75 cm catturato nel Golfo di Aden. Assomiglia per forma e colore al Carcharhinus melanopterus, ha le stesse punte nere sulle pinne, ma ha un muso più appuntito e sottile, e denti senza dentellature su entrambe le mascelle. La sua attività riproduttiva è sconosciuta. La specie è stata definita in pericolo dalla International Union for Conservation of Nature (IUCN) sulla base dell'areale molto ristretto.

## Tassonomia
Il tipo nomenclaturale per la specie fu un maschio non ancora maturo catturato da Wilhelm Hein nel 1902, e descritto con criteri scientifici dall'ittiologo neozelandese Jack Garrick nel suo rapporto del 1985 per la National Oceanic and Atmospheric Administration (NOAA). Ha scelto l'epiteto leiodon, dal Greco leios, che significa liscio, ed odon, cioè dente. Come per molti altri Carcharhinus, la collocazione filogenetica della specie p alquanto dubbia. Nel 1988, Leonard Compagno l'ha collocata in un gruppo fenetico non ufficiale con il Carcharhinus brevipinna, il Carcharhinus limbatus, il Carcharhinus amblyrhynchoides ed il Carcharhinus isodon. Ad ogni modo, le affinità con i primi due e l'ultimo sono state successivamente provate da uno studio molecolare.

## Distribuzione ed habitat
La località dove è stato rinvenuto l'unico tipo nomenclaturale era una certa Gischin nel Golfo di Aden, probabilmente in riferimento a Qishn, che si trova nello Yemen orientale. Il tipo nomenclaturale è stato probabilmente catturato vicino alla terraferma.

## Descrizione
Ad un primo sguardo, questo squalo ricorda un Carcharhinus melanopterus con un muso più appuntito ed una dentatura leggermente differente. Ha 16 file di denti su ambo i lati della mascella superiore, 15 su quelli della mascella inferiore, con tre piccoli denti sulla simfisi (al centro) sia superiore che inferiore. I denti sono dotati di cuspidisottili ed erette, ma non dentellate. Il C. isodon ed il C. brevipinna sono gli unici del loro genere con denti simili sulla mascella superiore. Le narici sono come delle fessure salvaguardate da appositi lembi di pelle, piccoli ed appuntiti. Sono presenti 5 paia di fessure branchiali piuttosto lunghe.
Le pinne pettorali sono piuttosto corte, appuntite e a forma di falce, e si originano tra le quarte e le quinte fessure branchiali. La prima pinna dorsale è di dimensioni medie, con l'apice a punta sopra la metà posteriore del margine interno delle pinne pettorali. La seconda dorsale e la pinna anale sono piuttosto grandi e opposte l'una all'altra. Non è presente la cresta interdorsale. I dentelli demrmici sono ovali e leggermente sovrapposti, con tre creste orizzontali prominenti che danno origine a cinque denti marginali.
Il colore del tipo nomenclaturale ancora conservato è bruno giallastro sul dorso e più chiaro sul ventre, con due aree chiare anche sui fianchi. Tutte le pinne sono chiaramente marchiate di nero, colore che ricopre anche tutto il margine della pinna caudale. L'animale è lungo circa 75 cm..

## Biologia

### Riproduzione
Le informazioni sull'attività riproduttiva della specie sono piuttosto scarse, ma presumibilmente si tratta di un animale viviparo come gli altri membri della famiglia.

## Interazioni con l'uomo
Per via del suo areale che sembra molto ristretto e concentrato in acque dove l'attività ittica è molto intensa, nonché per le dimensioni ridotte della popolazione, l'International Union for Conservation of Nature (IUCN) ha stabilito che la specie è in pericolo. Molto probabilmente viene catturata inavvertitamente da pescherecci specializzati in altri pesci.